# Gennaro Tampone

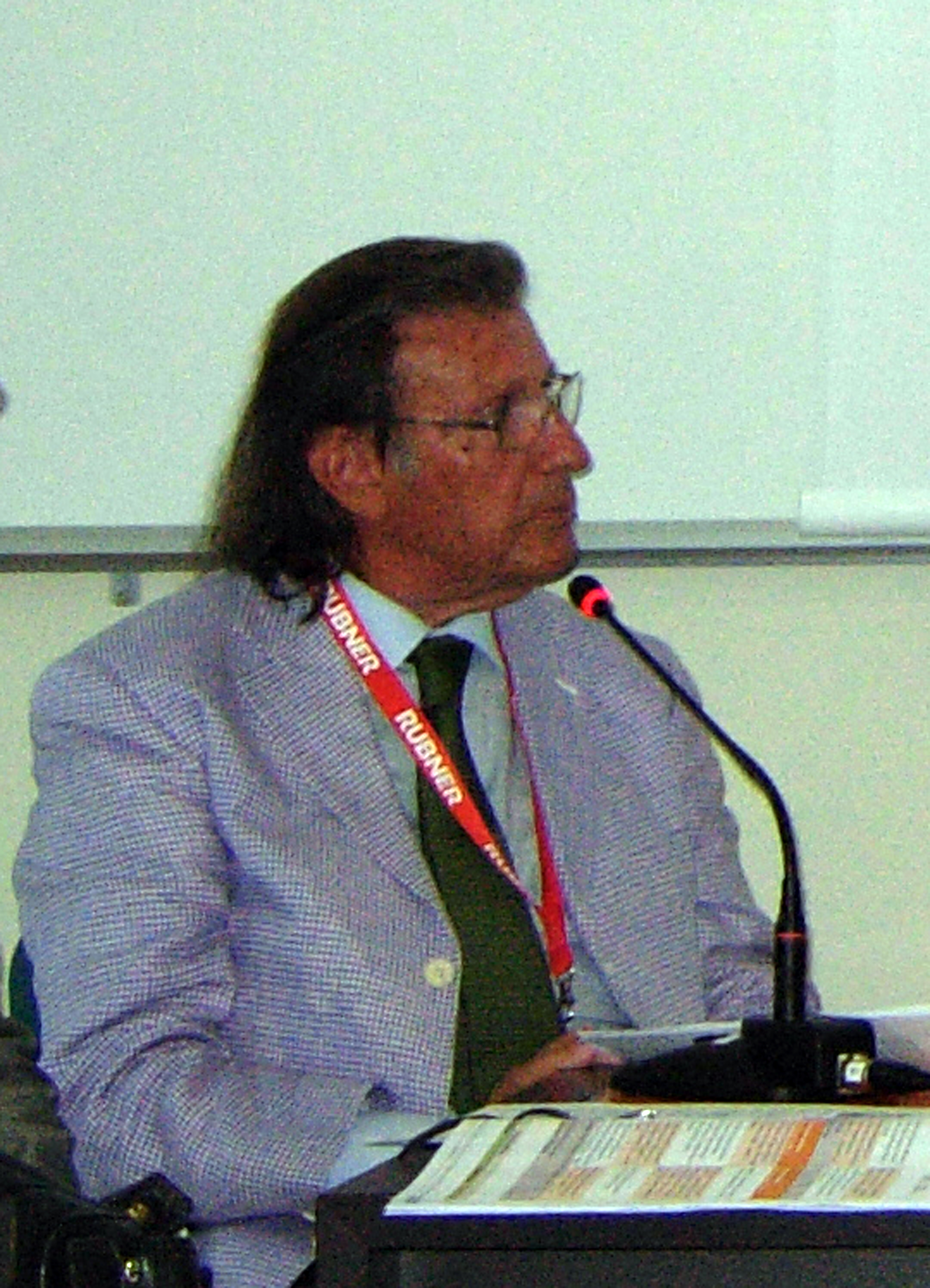
Gennaro Tampone

Gennaro Tampone (Bari, 10 agosto 1936 – Firenze, 3 febbraio 2018) è stato un ingegnere e architetto italiano. Era un esperto di restauro delle strutture in legno.

## Vita e opere
Nato a Bari, ha conseguito una prima laurea in ingegneria civile a Bari nel 1961 ed una seconda laurea in architettura a Firenze nel 1969, fu allievo di Piero Sanpaolesi e Guglielmo Giordano. Nel 1963 entra nel Genio civile, diventa ingegnere capo nel 1972 anno a partire dal quale è Dirigente tecnico nel Genio civile della Regione Toscana, incarico che ricopre fino al 1996, progettando e dirigendo numerosi lavori di restauro di strutture di legno. Nello sviluppo di questi progetti elabora (da solo o in collaborazione con l'ingegner Luigi Campa) alcune tecniche di consolidamento di solai lignei coperte da brevetto. Esperto italiano di strutture storiche in legno, il suo impegno nella conservazione e nella valorizzazione del patrimonio architettonico è stato di grande importanza non solo per gli specialisti, ma anche per l'intera comunità del restauro.
Nel 1983 è segretario generale e responsabile della segreteria scientifica (nonché curatore degli atti e del catalogo della sezione espositiva) del congresso nazionale "Legno nel restauro e restauro nel legno", evento che segna uno dei primi momenti di riflessione collegiale della comunità scientifica sul tema del restauro delle strutture in legno. Nel 1989 ricopre gli stessi ruoli e cura gli atti del "2º Congresso nazionale sul Restauro del legno".
Nel 2005 è presidente del comitato scientifico e curatore degli atti del congresso internazionale "The Conservation of Historic Wooden Structures" sul restauro delle strutture in legno.
Membro di lunga data del team didattico del Centro internazionale di studi per la conservazione ed il restauro dei beni culturali, in tutte le edizioni del suo corso sui Beni costruiti dal 2007 al 2016, il Prof. Tampone ha condiviso le sue conoscenze sulla conservazione delle strutture di legno antiche. Ha inoltre guidato i partecipanti ai corsi nelle visite in loco delle strutture storiche di Firenze, come lo Spedale degli Innocenti (progettato dall’architetto Filippo Brunelleschi, 1419), Palazzo Vecchio (ideato dall’architetto Giorgio Vasari, 1563) e Palazzo Medici Riccardi, dove ha illustrato le tecniche utilizzate per rinforzare le strutture in legno dei tetti. Tampone ha inoltre insegnato al Corso Internazionale dell’ICCROM sulla Conservazione del legno, tenutosi a Oslo (Norvegia) nel 2000.
il Prof. Tampone ha insegnato all'Università di Firenze e in altre numerose università italiane e internazionali, tra cui la Columbia University (New York, USA); la NTU, Università Tecnica Norvegese (Trondheim, Norvegia); università spagnole tra cui quelle di Barcellona, Madrid, Siviglia, Granada e Valencia; l’Università dell’Avana (Avana, Cuba); l’Università di Malta (Msida, Malta) e la Scuola archeologica italiana di Atene (Grecia). Ha inoltre praticato ed effettuato consulenze sulla conservazione architettonica a livello nazionale e internazionale, con numerosi progetti a suo nome, tra cui quelli realizzati per le Soprintendenze per i Beni Architettonici (Autorità italiana per la conservazione del patrimonio architettonico) e come Ingegnere Capo dell'Ufficio del Genio Civile (Ministero dei Lavori Pubblici) di Firenze. Oltre alla pratica della conservazione architettonica, il Prof. Tampone ha condotto ricerche sulle antiche tecniche di costruzione, sul rafforzamento delle strutture in legno antiche (con tre brevetti di invenzione) e sull'architettura preistorica. Ha inoltre partecipato a diverse conferenze e convegni, tra cui il simposio dell’ICCROM dal titolo “Ironworks and Iron Monuments: Study, Conservation and Adaptive Use”, tenutosi presso l'Istituto di archeologia industriale di Coalbrookdale (Shropshire, Inghilterra) nel 1984.
Nel corso della sua carriera ha pubblicato oltre 170 articoli, tra libri e saggi. Alcune delle sue principali opere includono: “Conservation of Historic Wooden Structures” (2005) e “Rescuing the Hidden European Wooden Churches Heritage. An International Methodology for Implementing a Database for Restoration Projects” (2006). La sua ultima opera bilingue “Atlante dei dissesti delle strutture lignee - Atlas of the Failures of Timber Structures” è stata pubblicata da Nardini Editore nel 2016.
Infine, è stato Presidente del Collegio degli Ingegneri della Toscana (associazione culturale ed educativa no profit fondata nel 1876), nonché Accademico d'Onore all’Accademia delle Arti del Disegno di Firenze. È stato Membro dell'ICOMOS dal 1978 e Presidente del suo Wood International Committee (Comitato Internazionale del Legno) dal 2008, oltre che membro onorario dell'Associazione Nazionale Club UNESCO.
Tampone ha svolto un significativa attività in istituzioni scientifiche e culturali che operano nel settore dei beni culturali e delle strutture in legno. Ricordiamo che è stato membro della commissione Nor.Ma.L. (oggi  Commissione UNI - Beni Culturali NorMaL) per la quale ha curato le schede su Rappresentazione delle lesioni negli edifici monumentali e Tecniche costruttive: rilevazione e rappresentazione, della commissione Restauro strutturale dell'UNI, del Comitato direttivo italiano dell'ICOMOS (UNESCO), del Wood International Committee e del Comitato ISCARSAH (Strutture Portanti degli Edifici Monumentali) entrambi organi dell'ICOMOS; è inoltre stato membro dell'Accademia Fiorentina delle Arti del Disegno e Professore della relativa Classe di architettura, oltre che presidente del Collegio degli Ingegneri della Toscana (associazione culturale senza fini di lucro, fondato nel 1876 come Collegio Architetti e Ingegneri in Firenze) e coordinatore editoriale (dopo esserne stato direttore) della rivista Bollettino Ingegneri.
Ha insegnato Restauro nella Scuola archeologica italiana di Atene, Restoration of the Timber Structures nell'ICCROM (scuola di restauro dell'UNESCO di Roma) e - presso l'Università di Firenze - è stato Professore a contratto di Restauro architettonico nella Facoltà di Architettura e di Tecniche del Restauro nella Scuola di specializzazione in Archeologia della Facoltà di Lettere e Filosofia.
È stato iscritto alla P2 (tessera 750).

## Attività scientifica e di ricerca
L'attività di ricerca di Gennaro Tampone ha riguardato lo studio dei manufatti architettonici preistorici e storici, l'analisi delle tecniche e delle tipologie costruttive, lo studio e la sperimentazione delle tecniche di restauro, con particolare attenzione ed approfondimento per quanto riguarda gli elementi strutturali in legno.
La sua attività di studio di sistemi di restauro e consolidamento di strutture in legno segue la linea metodologica - tracciata da Piero Sanpaolesi e approfondita da Marco Dezzi Bardeschi ed altri - che interpreta la conservazione come obbiettivo principale degli interventi sugli edifici e le strutture esistenti.
Questo approccio teorico è ben illustrato dalle parole scritte dallo stesso Tampone nella introduzione ad uno dei suoi lavori:
(Gennaro Tampone, Introduzione a ID., Il restauro delle strutture di legno, Hoepli, Milano, 1996)